# Lista de episódios de CSI: NY

Logótipo da série.

Esta é uma lista de episódios da série CSI: NY, da rede de televisão estadunidense CBS. A série estreou em 22 de setembro de 2004 e foi cancelada em 10 de Maio de 2013. A primeira temporada teve 23 episódios. A segunda e a terceira temporadas, cada uma, tiveram 24 episódios. A quarta temporada teve 21 episódios devido a greve dos roteiristas. A quinta temporada teve 25 episódios e a sexta temporada teve 23 episódios. A sétima temporada teve 22 episódios e a oitava temporada teve 18 episódios. A nona e última temporada teve 17 episódios. Ao todo, 197 episódios de CSI: NY foram ao ar durante as 9 temporadas.

## Resumo
| Temporada | Temporada | Episódios | Início                 | Término                 | Exibição nos EUA | Lançamento em DVD      | Lançamento em DVD      | Lançamento em DVD |
| Temporada | Temporada | Episódios | Início                 | Término                 | Exibição nos EUA | Região 1               | Região 2               | Discos            |
| --------- | --------- | --------- | ---------------------- | ----------------------- | ---------------- | ---------------------- | ---------------------- | ----------------- |
|           | 01        | 23        | 22 de setembro de 2004 | 18 de maio de 2005      | 2004 – 2005      | 18 de outubro de 2005  | 27 de março de 2006    | 6                 |
|           | 02        | 24        | 28 de setembro de 2005 | 17 de maio de 2006      | 2005 – 2006      | 17 de outubro de 2006  | 23 de outubro de 2006  | 6                 |
|           | 03        | 24        | 20 de setembro de 2006 | 16 de maio de 2007      | 2006 – 2007      | 9 de outubro de 2007   | 15 de outubro de 2007  | 6                 |
|           | 04        | 21        | 26 de setembro de 2007 | 21 de maio de 2008      | 2007 – 2008      | 23 de setembro de 2008 | 27 de outubro de 2008  | 5                 |
|           | 05        | 25        | 24 de setembro de 2008 | 14 de maio de 2009      | 2008 – 2009      | 29 de setembro de 2009 | 7 de setembro de 2009  | 7                 |
|           | 06        | 23        | 23 de setembro de 2009 | 26 de maio de 2010      | 2009 – 2010      | 26 de outubro de 2010  | 20 de setembro de 2010 | 7                 |
|           | 07        | 22        | 24 de setembro de 2010 | 13 de maio de 2011      | 2010 – 2011      | 27 de setembro de 2011 | 09 de janeiro de 2012  | 6                 |
|           | 08        | 18        | 23 de setembro de 2011 | 11 de maio de 2012      | 2011 – 2012      | TBA                    | TBA                    | TBA               |
|           | 09        | 17        | 28 de setembro de 2012 | 22 de fevereiro de 2013 | 2012 – 2013      | TBA                    | TBA                    | TBA               |

## Episódios

### Piloto —CSI: Miami
| Título            | Dirigido por | Escrito por                                       | Exibição original  |
| ----------------- | ------------ | ------------------------------------------------- | ------------------ |
| "MIA/NYC NonStop" | Danny Cannon | Anthony E. Zuiker, Ann Donahue e Carol Mendelsohn | 17 de maio de 2004 |

### 1.ª temporada: 2004–2005
| N.º (série) | N.º (temp.) | Título                         | Dirigido por     | Escrito por                        | Audiência (em milhões)  | Exibição original |
| ----------- | ----------- | ------------------------------ | ---------------- | ---------------------------------- | ----------------------- | ----------------- |
| 1           | 1           | "Blink"                        | Deran Sarafian   | Anthony E. Zuiker                  | 22 de setembro de 2004  | 19,26             |
| 2           | 2           | "Creatures of the Night"       | Tim Hunter       | Pam Veasey                         | 29 de setembro de 2004  | 19,47             |
| 3           | 3           | "American Dreamers"            | Rob Bailey       | Eli Talbert                        | 6 de outubro de 2004    | 16,89             |
| 4           | 4           | "Grand Master"                 | Kevin Bray       | Zachary Reiter                     | 27 de outubro de 2004   | 12,98             |
| 5           | 5           | "A Man a Mile"                 | David Grossman   | Andrew Lipsitz                     | 3 de novembro de 2004   | 14,71             |
| 6           | 6           | "Outside Man"                  | Rob Bailey       | Timothy J. Lea                     | 10 de novembro de 2004  | 15,38             |
| 7           | 7           | "Rain"                         | David Grossman   | Pam Veasey                         | 17 de novembro de 2004  | 17,46             |
| 8           | 8           | "Three Generations are Enough" | Alex Zakrzewski  | Andrew Lipsitz                     | 24 de novembro de 2004  | 13,50             |
| 9           | 9           | "Officer Blue"                 | Deran Sarafian   | Anthony E. Zuiker                  | 1 de dezembro de 2004   | 14,92             |
| 10          | 10          | "Night, Mother"                | Deran Sarafian   | Janet Tamaro                       | 15 de dezembro de 2004  | 15,60             |
| 11          | 11          | "Tri-Borough"                  | Greg Yaitanes    | Eli Talbert & Andrew Lipsitz       | 5 de janeiro de 2005    | 12,15             |
| 12          | 12          | "Recycling"                    | Alex Zakrzewski  | Timothy J. Lea & Zachary Reiter    | 12 de janeiro de 2005   | 13,66             |
| 13          | 13          | "Tanglewood"                   | Karen Gaviola    | Anthony E. Zuiker                  | 26 de janeiro de 2005   | 17,56             |
| 14          | 14          | "Blood, Sweat and Tears"       | Scott Lautanen   | Eli Talbert & Erica Shelton        | 9 de fevereiro de 2005  | 13,08             |
| 15          | 15          | "'Til Death Do We Part"        | Nelson McCormick | Pam Veasey                         | 16 de fevereiro de 2005 | 14,04             |
| 16          | 16          | "Hush"                         | Deran Sarafian   | Anthony E. Zuiker & Timothy J. Lea | 23 de fevereiro de 2005 | 14,30             |
| 17          | 17          | "The Fall"                     | Norberto Barba   | Anne McGrail & Bill Haynes         | 2 de março de 2005      | 13,62             |
| 18          | 18          | "The Dove Commission"          | Emilio Estevez   | Anthony E. Zuiker & Zachary Reiter | 23 de março de 2005     | 16,73             |
| 19          | 19          | "Crime and Misdemeanor"        | Rob Bailey       | Eli Talbert & Andrew Lipsitz       | 13 de abril de 2005     | 11,00             |
| 20          | 20          | "Supply and Demand"            | Joe Chappelle    | Erica Shelton & Anne McGrail       | 27 de abril de 2005     | 14,84             |
| 21          | 21          | "On The Job"                   | David Von Ancken | Timothy J. Lea                     | 4 de maio de 2005       | 13,42             |
| 22          | 22          | "The Closer"                   | Emilio Estevez   | Pam Veasey                         | 11 de maio de 2005      | 14,55             |
| 23          | 23          | "What You See Is What You See" | Duane Clark      | Andrew Lipsitz                     | 18 de maio de 2005      | 12,30             |

### 2.ª temporada: 2005–2006
| "Verão na Cidade"               | David Von Ancken         | Pam Veasey                                        | 28 de setembro de 2005 |
| "Homicídio na Estação Central"  | Scott Lautanen           | Zachary Reiter                                    | 5 de outubro de 2005   |
| "Zoo York"                      | Norberto Barba           | Peter M. Lenkov & Timothy J. Lea                  | 12 de outubro de 2005  |
| "Guerreiros de Escritório"      | Rob Bailey               | Andrew Lipsitz                                    | 19 de outubro de 2005  |
| "Dançando com os Peixes"        | John Peters              | Eli Talbert                                       | 26 de outubro de 2005  |
| "Sangue Jovem"                  | Steven DePaul            | Timothy J. Lea                                    | 2 de novembro de 2005  |
| "Caçada em Manhattan"           | Rob Bailey               | Elizabeth Devine, Anthony E. Zuiker & Ann Donahue | 9 de novembro de 2005  |
| "Ritmo Louco"                   | Duane Clark              | Zachary Reiter                                    | 16 de novembro de 2005 |
| "Cidade das Bonecas"            | Norberto Barba           | Pam Veasey                                        | 23 de novembro de 2005 |
| "Jamalot"                       | Jonathan Glassner        | Andrew Lipsitz                                    | 30 de novembro de 2005 |
| "A Armadilha"                   | James Whitmore Jr.       | Peter M. Lenkov                                   | 14 de dezembro de 2005 |
| "Desperdício"                   | Jeff Thomas              | Pam Veasey & Bill Haynes                          | 18 de janeiro de 2006  |
| "Risco"                         | Rob Bailey               | John Dove & Anthony E. Zuiker                     | 25 de janeiro de 2006  |
| "Preso a Você"                  | Jonathan Glassner        | Timothy J. Lea & Eli Talbert                      | 1 de fevereiro de 2006 |
| "Jogo Limpo"                    | Kevin Dowling (director) | Zachary Reiter & Peter M. Lenkov                  | 1 de março de 2006     |
| "Caçada Informal"               | Norberto Barba           | Daniele Nathanson                                 | 8 de março de 2006     |
| "Necrofilia Americana"          | Steven DePaul            | Andrew Lipsitz                                    | 22 de março de 2006    |
| "Viva ou Deixe Morrer"          | Rob Bailey               | Pam Veasey, Gary Sinise & Michael Daly            | 29 de março de 2006    |
| "Super Homem"                   | Steven DePaul            | Peter M. Lenkov & Pam Veasey                      | 12 de abril de 2006    |
| "Corra em Silêncio, Cave Fundo" | Rob Bailey               | Anthony E. Zuiker                                 | 19 de abril de 2006    |
| "Todo Acesso"                   | Norberto Barba           | Timothy J. Lea & Anthony E. Zuiker                | 26 de abril de 2006    |
| "Roubando a Casa"               | Oz Scott                 | Zachary Reiter                                    | 3 de maio de 2006      |
| "Heróis"                        | Anthony Hemingway        | Eli Talbert                                       | 10 de maio de 2006     |
| "Apostas"                       | Rob Bailey               | Timothy J. Lea                                    | 17 de maio de 2006     |

### 3.ª temporada: 2006–2007
| "Pessoas com Dinheiro"          | Pam Veasey & Peter M. Lenkov                      | Rob Bailey (director) | 20 de setembro de 2006  |
| "Não é o que Parece"            | Pam Veasey & Peter M. Lenkov                      | Duane Clark           | 27 de setembro de 2006  |
| "O Amor é Frio"                 | Timothy J. Lea                                    | Tim Iacofano          | 4 de outubro de 2006    |
| "Esperando Secar"               | Zachary Reiter                                    | Anthony Hemingway     | 11 de outubro de 2006   |
| "Garotas Suicidas"              | Anthony E. Zuiker & Ken Solarz                    | Scott Lautanen        | 18 de outubro de 2006   |
| "Câmera Indiscreta"             | Wendy Battles                                     | Joe Ann Fogle         | 25 de outubro de 2006   |
| "Assassinato Azul"              | Sam Humphrey                                      | Oz Scott              | 1 de novembro de 2006   |
| "Consequências"                 | Pam Veasey                                        | Rob Bailey            | 8 de novembro de 2006   |
| "Apresentando a Sra. Azrael"    | Peter M. Lenkov                                   | David Von Ancken      | 15 de novembro de 2006  |
| "16 Anos"                       | Ken Solarz                                        | David Jackson         | 22 de novembro de 2006  |
| "Shane está de Volta"           | Zachary Reiter & Pam Veasey                       | Christine Moore       | 29 de novembro de 2006  |
| "Noite Silenciosa"              | Sam Humphrey, Peter M. Lenkov & Anthony E. Zuiker | Rob Bailey            | 13 de dezembro de 2006  |
| "Obsessão"                      | Jeremy Littman                                    | Jeffrey G. Hunt       | 17 de janeiro de 2007   |
| "O Jogo da Mentira"             | Wendy Battles                                     | Anthony Hemingway     | 24 de janeiro de 2007   |
| "Alguns Ossos Enterrados"       | Noah Nelson                                       | Rob Bailey            | 7 de fevereiro de 2007  |
| "Coração de Vidro"              | Bill Haynes & Pam Veasey                          | David Jackson         | 14 de fevereiro de 2007 |
| "A Carona"                      | Peter M. Lenkov                                   | Steven DePaul         | 21 de fevereiro de 2007 |
| "Abracadabra (Com Criss Angel)" | John Dove & Zachary Reiter                        | Rob Bailey            | 28 de fevereiro de 2007 |
| "Vinhos e Baratas"              | Timothy J. Lea & Daniele Nathanson                | Oz Scott              | 21 de março de 2007     |
| "O Esquema"                     | Bruce Zimmerman                                   | Christine Moore       | 11 de abril de 2007     |
| "Passado Imperfeito"            | Wendy Battles                                     | Oz Scott              | 25 de abril de 2007     |
| "Revelação a Frio"              | Pam Veasey & Sam Humphrey                         | Marshall Adams        | 2 de maio de 2007       |
| "O que Vai"                     | Daniele Nathanson & Pam Veasey                    | Rob Bailey            | 9 de maio de 2007       |
| "Dia de Neve"                   | Pam Veasey & Peter M. Lenkov                      | Duane Clark           | 16 de maio de 2007      |

### 4.ª temporada: 2007–2008
| "Pode me Ouvir Agora?"         | Zachary Reiter & Pam Veasey         | David Von Ancken  | 26 de setembro de 2007 |
| "Nas Profundezas"              | Wendy Battles                       | Oz Scott          | 3 de outubro de 2007   |
| "Só Se Morre Uma Vez"          | Sam Humphrey                        | Jonathan Glassner | 10 de outubro de 2007  |
| "Seu Tempo Acabou"             | Trey Callaway                       | Rob Bailey        | 17 de outubro de 2007  |
| "Descendo pela toca do coelho" | Sam Humphrey & Peter M. Lenkov      | Christine Moore   | 24 de outubro de 2007  |
| "Buu"                          | Peter M. Lenkov & Daniele Nathanson | Joe Dante         | 31 de outubro de 2007  |
| "Sentenças Trocadas"           | John Dove                           | Oz Scott          | 7 de novembro de 2007  |
| "O Estraga Prazer"             | Jill Abbinanti                      | Jeffrey G. Hunt   | 14 de novembro de 2007 |
| "Um Casamento e um Funeral"    | Barbie Kligman                      | Rob Bailey        | 21 de novembro de 2007 |
| "O Problema com os Heróis"     | Pam Veasey                          | Anthony Hemingway | 28 de novembro de 2007 |
| "Brincadeira de Criança"       | Trey Callaway & Pam Veasey          | Jeffrey G. Hunt   | 12 de dezembro de 2007 |
| "Infelizes Para Sempre"        | Daniele Nathanson & Noah Nelson     | Marshall Adams    | 9 de janeiro de 2008   |
| "Tudo em Família"              | Wendy Battles                       | Rob Bailey        | 23 de janeiro de 2008  |
| "Brincando com Fogo"           | Bill Haynes                         | Christine Moore   | 6 de fevereiro de 2008 |
| "Procurado Vivo ou Morto"      | Peter M. Lenkov & John Dove         | Christine Moore   | 2 de abril de 2008     |
| "Na Porta ao Lado"             | Pam Veasey                          | Rob Bailey        | 9 de abril de 2008     |
| "Como Água para Morte"         | Sam Humphrey                        | Anthony Hemingway | 16 de abril de 2008    |
| "Admissões"                    | Zachary Reiter                      | Rob Bailey        | 30 de abril de 2008    |
| "Falta Pessoal"                | Trey Callaway                       | David Von Ancken  | 7 de maio de 2008      |
| "Taxi"                         | Barbie Kligman & John Dove          | Christine Moore   | 14 de maio de 2008     |
| "Refém (Hostage [1])"          | Zachary Reiter & Peter M. Lenkov    | Rob Bailey        | 21 de maio de 2008     |

### 5.ª temporada: 2008–2009
| "A verdade"                             | Zachary Reiter & Pam Veasey                       | David Von Ancken  | 24 de setembro de 2008  |
| "Virando a Página"                      | Trey Callaway                                     | Frederick Toye    | 1 de outubro de 2008    |
| "Turbulência"                           | Gary Sinise & Jeremy Littman                      | Matt Earl Beesley | 8 de outubro de 2008    |
| "Mentiras e Silicones"                  | Wendy Battles                                     | Jonathan Glassner | 22 de outubro de 2008   |
| "Custo Da Vida"                         | John Dove                                         | Rob Bailey        | 29 de outubro de 2008   |
| "O Suficiente"                          | Zachary Reiter                                    | Alex Zakrzewski   | 5 de novembro de 2008   |
| "Segredos.com"                          | Pam Veasey & Daniele Nathanson                    | Christine Moore   | 12 de novembro de 2008  |
| "Meu Nome É Mac Taylor"                 | Pam Veasey                                        | Rob Bailey        | 19 de novembro de 2008  |
| "O Carro"                               | Peter M. Lenkov & Bill Haynes                     | Oz Scott          | 26 de novembro de 2008  |
| "O Triângulo"                           | Trey Callaway                                     | Jeff Thomas       | 10 de dezembro de 2008  |
| "Fruto Proibido"                        | Peter M. Lenkov & Jill Abbinanti                  | John Behring      | 17 de dezembro de 2008  |
| "Socorro"                               | Sam Humphrey                                      | David M. Barrett  | 14 de janeiro de 2009   |
| "Julgamento Precipitado"                | Wendy Battles                                     | Rob Bailey        | 21 de janeiro de 2009   |
| "Desaparecidos"                         | John Dove & Pam Veasey                            | Nelson McCormick  | 11 de fevereiro de 2009 |
| "A Festa Acabou"                        | Barbie Kligman                                    | Oz Scott          | 18 de fevereiro de 2009 |
| "Nenhuma Boa Ação"                      | Rusty Cundieff & Floyd Byars                      | Matt Earl Beesley | 25 de fevereiro de 2009 |
| "Green Piece"                           | Zachary Reiter                                    | Jeffrey Hunt      | 11 de março de 2009     |
| "Ponto Sem Volta"                       | Peter M. Lenkov & Bill Haynes                     | Rob Bailey        | 18 de março de 2009     |
| "Falha de Comunicação"                  | Trey Callaway                                     | John Keris        | 25 de março de 2009     |
| "Presa"                                 | Wendy Battles & Noah Nelson                       | Marshall Adams    | 8 de abril de 2009      |
| "O Passado, o Presente e o Assassinato" | Sam Humphrey & Danielle Nathanson                 | David Von Ancken  | 15 de abril de 2009     |
| "Aniversário de Morte"                  | Barbie Kligman & Peter M. Lenkov                  | Norberto Barba    | 29 de abril de 2009     |
| "O Bem Maior"                           | Pam Veasey                                        | Alex Zakrzewski   | 6 de maio de 2009       |
| "Fundamentos Da Decepção"               | Melina Kanakaredes                                | Duane Clark       | 13 de maio de 2009      |
| "Resgate"                               | Anthony E. Zuiker, Carol Mendolsohn & Ann Donahue | Rob Bailey        | 14 de maio de 2009      |

### 6.ª temporada: 2009–2010
| "Epílogo"                        | Pam Veasey                            | David Von Ancken    | 23 de setembro de 2009  |
| "Lista Negra"                    | Peter M. Lenkov                       | Duane Clark         | 30 de setembro de 2009  |
| "Buscas por Manhattan"           | Trey Callaway                         | Matt Earl Beesley   | 7 de outubro de 2009    |
| "Contagem de Mortes"             | John Dove                             | Scott White         | 14 de outubro de 2009   |
| "Cicatrizes da Batalha"          | Bill Haynes                           | Jeff Thomas         | 21 de outubro de 2009   |
| "Aconteceu Comigo"               | Wendy Battles & Pam Veasey            | Alex Zakrzewski     | 4 de novembro de 2009   |
| "Pisando no Acelerador"          | Peter M. Lenkov & Pam Veasey          | Scott Lautanen      | 11 de novembro de 2009  |
| "Ninho de Cucos"                 | Zachary Reiter & Aaron Rahsaan Thomas | Jeffrey Hunt        | 18 de novembro de 2009  |
| "Manhattanhenge"                 | Trey Callaway                         | Matt Earl Beesley   | 25 de novembro de 2009  |
| "Casa da Morte"                  | JP Donahue & Kevin Polay              | Norberto Barba      | 9 de dezembro de 2009   |
| "Uma Segunda Chance"             | John Dove                             | Eric Laneuville     | 16 de dezembro de 2009  |
| "Justiça Criminal"               | Bill Haynes                           | Christine Moore     | 13 de janeiro de 2010   |
| "Bandeira no Jogo"               | Wendy Battles                         | Jeffrey Hunt        | 20 de janeiro de 2010   |
| "Pacto de Sangue"                | Carmine Giovinazzo                    | Norberto Barba      | 3 de fevereiro de 2010  |
| "A Fórmula"                      | Aaron Rahsaan Thomas                  | Matt Earl Beesley   | 10 de fevereiro de 2010 |
| "Regras Improváveis"             | Jeff Thomas                           | Zachary Zeiter      | 3 de março de 2010      |
| "Pote de Ouro"                   | Trey Callaway                         | Eriq La Salle       | 10 de março de 2010     |
| "Descanse em Paz, Marina Garito" | Pam Veasey                            | Allison Liddy-Brown | 7 de abril de 2010      |
| "Redenção"                       | Peter M. Lenkov & Bill Haynes         | Steven DePaul       | 14 de abril de 2010     |
| "Contos da Eliminatória"         | Aaron Rahsaan Thomas & Steven Fidler  | Skipp Sudduth       | 5 de maio de 2010       |
| "Suspeitos Inusitados"           | John Dove & Wendy Battles             | Marshall Adams      | 12 de maio de 2010      |
| "Ponto de Vista"                 | Pam Veasey                            | Alex Zakrzewski     | 19 de maio de 2010      |
| "Fuga para Tirar Férias"         | Trey Callaway & Zachary Reiter        | Duane Clark         | 26 de maio de 2010      |

### 7.ª temporada: 2010–2011
| "Trigésimo Quarto Andar" | John Dove & Pam Veasey           | Duane Clark         | 24 de setembro de 2010  |
| "Bate Papo Hostil"       | Trey Callaway                    | Eric Laneuville     | 1 de outubro de 2010    |
| "Irado e Condenado"      | Trey Callaway                    | Eric Laneuville     | 8 de outubro de 2010    |
| "Sangue Por Sangue"      | Aaron Thomas                     | Eric Laneuville     | 15 de outubro de 2010   |
| "Presente do Céu"        | Christopher Silber               | Nathan Hope         | 22 de outubro de 2010   |
| "Aguarde as Instruções"  | Adam Targum                      | David Jackson       | 29 de outubro de 2010   |
| "Ponto Cego"             | Bill Haynes                      | Alex Zakrzewski     | 5 de maio de 2011       |
| "Morta de Medo"          | Kim Clements                     | Marshall Adams      | 12 de novembro de 2010  |
| "Justificado"            | John Dove                        | Jeff Thomas         | 19 de novembro de 2010  |
| "Comprar Até Cair"       | Aaron Rahsaan Thomas             | Skipp Sudduth       | 3 de dezembro de 2010   |
| "Qual é o Objetivo?"     | Pam Veasey and Zachary Reiter    | Eric Laneuville     | 7 de janeiro de 2011    |
| "Prisão"                 | Bill Haynes                      | Scott White         | 14 de janeiro de 2011   |
| "Fim de Festa"           | Haviland Stillwell & Toni Wynne  | Adam Targum         | 4 de fevereiro de 2011  |
| "Criminosa Charmosa"     | Aaron Rahsaan Thomas             | Scott White         | 11 de fevereiro de 2011 |
| "Justiceiro"             | Christopher Silber               | Frederick E.O. Toye | 18 de fevereiro de 2011 |
| "A Indigente"            | Kim Clements                     | Vikki Williams      | 25 de fevereiro de 2011 |
| "Sem Escolha"            | Matthew Levine                   | Matt Earl Beesley   | 11 de março de 2011     |
| "Crise de Identidade"    | Pam Veasey                       | Mike Vejar, Jr.     | 1 de abril de 2011      |
| "Alimentando a Mente"    | Trey Callaway                    | Oz Scott            | 8 de abril de 2011      |
| "Nada por Alguma Coisa"  | John Dove                        | Eric Laneuville     | 29 de abril de 2011     |
| "Sentença de Morte"      | Christopher Silber & Adam Targum | Jeffrey Hunt        | 6 de maio de 2011       |
| "Saída Estratégica"      | Zachary Reiter & Bill Haynes     | Allison Liddi-Brown | 13 de maio de 2011      |

### 8.ª temporada: 2011–2012
| №   | #  | Título                | Dirigido por           | Escrito por                         | Exibição original       |
| --- | -- | --------------------- | ---------------------- | ----------------------------------- | ----------------------- |
| 163 | 1  | "Indelével"           | Fred Toye              | Zachary Reiter & John Dove          | 23 de setembro de 2011  |
| 164 | 2  | "Keep It Real"        | Alex Zakrzewski        | Bill Haynes                         | 30 de Setembro de 2011  |
| 165 | 3  | "Cavallino Rampante"  | Nathan Hope            | Adam Targum                         | 7 de outubro de 2011    |
| 166 | 4  | "Officer Involved"    | Skipp Sudduth          | Christopher Silber                  | 14 de Outubro de 2011   |
| 167 | 5  | "Air Apparent"        | Anthony Hemingway      | Aaron Rahsaan Thomas                | 21 de Outubro de 2011   |
| 168 | 6  | "Get Me Out of Here!" | Scott White (director) | Trey Callaway                       | 4 de Novembro de 2011   |
| 169 | 7  | "Crushed"             | Duane Clark            | Kim Clements                        | 11 de Novembro de 2011  |
| 170 | 8  | "Crossroads"          | Jeff T. Thomas         | John Dove                           | 18 de novembro de 2011  |
| 171 | 9  | "Means to an End"     | Marshall Adams         | Zachary Reiter & Christopher Silber | 2 de Dezembro de 2011   |
| 172 | 10 | "Clean Sweep"         | David Von Ancken       | Adam Targum                         | 06 de Janeiro de 2012   |
| 173 | 11 | "Who's There?"        | Vikki Williams         | Bill Haynes                         | 13 de Janeiro de 2012   |
| 174 | 12 | "Brooklyn 'Til I Die" | Eric Laneuville        | Aaron Rahsaan Thomas                | 03 de Fevereiro de 2012 |
| 175 | 13 | "The Ripple Effect"   | Oz Scott               | Trey Callaway                       | 10 de Fevereiro de 2012 |
| 176 | 14 | "Flash Pop"           | Jerry Levine           | Pam Veasey                          | 30 de Março de 2012     |
| 177 | 15 | "Kill Screen"         | Allison Liddi-Brown    | Tim Dragga & Adam Scott Weissman    | 06 de Abril de 2012     |
| 178 | 16 | "Sláinte"             | Christine Moore        | Sarah Byrd                          | 27 de Abril de 2012     |
| 179 | 17 | "Unwrapped"           | Deran Sarafian         | John Dove & Christopher Silber      | 04 de Maio de 2012      |
| 180 | 18 | "Near Death"          | Alex Zakrzewski        | Zachary Reiter & Pam Veasey         | 11 de Maio de 2012      |

### 9.ª temporada: 2012–2013
| "Reignited"              | Zachary Reiter & John Dove                            | Jeff Thomas         | 28 de setembro de 2012  |
| "Where There's Smoke..." | Adam Targum & Sarah Byrd                              | Skipp Sudduth       | 05 de outubro de 2012   |
| "2,918 Miles"            | Trey Callaway                                         | Vikki Williams      | 12 de outubro de 2012   |
| "Unspoken"               | Pam Veasey                                            | Duane Clark         | 19 de outubro de 2012   |
| "Misconceptions"         | John Dove                                             | Nathan Hope         | 26 de outubro de 2012   |
| "The Lady in the Lake"   | David Hoselton                                        | Scott White         | 2 de novembro de 2012   |
| "Clue: SI"               | Steven Lilien & Bryan Wynbrandt                       | Oz Scott            | 9 de novembro de 2012   |
| "Late Admissions"        | Zachary Reiter                                        | Rob Bailey          | 16 de novembro de 2012  |
| "Blood Out"              | Adam Targum                                           | Sam Hill            | 30 de novembro de 2012  |
| "The Real McCoy"         | Sarah Byrd                                            | Matt Earl Beesley   | 7 de dezembro de 2012   |
| "Command+P"              | Trey Callaway                                         | Howard Deutch       | 4 de janeiro de 2013    |
| "Civilized Lies"         | John Dove                                             | Jerry Levine        | 11 de janeiro de 2013   |
| "Nine Thirteen"          | Story: David Fallon & Pam Veasey Teleplay: Pam Veasey | Pam Veasey          | 18 de janeiro de 2013   |
| "White Gold"             | David Hoselton                                        | Alex Zakrzewski     | 1 de fevereiro de 2013  |
| "Seth and Apep"          | Steven Lilien & Bryan Wynbrandt                       | Eric Laneuville     | 8 de fevereiro de 2013  |
| "Blood Actually"         | Adam Targum                                           | Christine Moore     | 15 de fevereiro de 2013 |
| "Today is Life"          | Zachary Reiter & John Dove                            | Allison Liddi-Brown | 22 de fevereiro de 2013 |